# Har H̱arif
Har H̱arif (hebreiska: הר חריף) är ett berg i Israel. Det ligger i distriktet Södra distriktet, i den södra delen av landet. Toppen på Har H̱arif är 989 meter över havet.
Terrängen runt Har H̱arif är varierad.Runt Har H̱arif är det ganska glesbefolkat, med 42 invånare per kvadratkilometer. Det finns inga samhällen i närheten. Trakten runt Har H̱arif är ofruktbar med lite eller ingen växtlighet.